# مایکل روسل
مایکل روسل (انگلیسی: Michael Rösele؛ زادهٔ ۷ اکتبر ۱۹۷۴) بازیکن فوتبال اهل آلمان است.
از باشگاه‌هایی که در آن بازی کرده‌است می‌توان به باشگاه فوتبال روت وایس اهلن، باشگاه فوتبال آگسبورگ، باشگاه فوتبال کلن، و باشگاه فوتبال فورتونا دوسلدورف اشاره کرد.